# Lauren Tewes
Cynthia Lauren Tewes (ur. 26 października 1953 w Braddock) – amerykańska aktorka. Odtwórczyni roli Julie McCoy w serialu ABC Statek miłości (The Love Boat, 1977–86), za którą w 1982 była nominowana do Złotego Globu dla najlepszej aktorki drugoplanowej w serialu, miniserialu lub filmie telewizyjnym.

## Życiorys

### Wczesne lata
Urodziła się w Braddock w stanie Pensylwania jako jedno z czworga dzieci Joanne (z domu Woods) i Josepha Roberta Tewesa, twórcy modeli do drewna. Jej rodzina była pochodzenia niemieckiego. Wczesne dzieciństwo spędziła w przemysłowym Trafford, niedaleko Pittsburgha, zanim rodzina przeniosła się do Whittier w Kalifornii, gdy miała osiem lat. Wychowywała się z bratem Edem.
Uczęszczała do Ada S. Nelson Elementary School i Pioneer High School, gdzie studiowała teatr, zdobywając nagrodę dla najlepszej aktorki przez trzy lata. Tewes zapisał się na studia Associate of Arts w Rio Hondo College, decydując się na specjalizację ze sztuk teatralnych. Na studiach zdobyła roczne stypendium, które umożliwiło jej na drugim roku przeniesienie się na Uniwersytet Kalifornijski w Riverside.

### Kariera
W 1973, kiedy jej stypendium wygasło, Tewes wycofała się z college’u i dołączyła do Pacific Conservatory Theatre w Santa Maria w Kalifornii jako praktykantka, debiutując na scenie w komedii Josepha Kesselringa Arszenik i stare koronki. W 1974 wystąpiła w reklamie herbaty mrożonej Lipton, co pozwoliło jej dołączyć do Screen Actors Guild i zarejestrować się u agenta z perspektywą pracy przy projektach filmowych.
Gościła na małym ekranie w serialach takich jak Policyjna opowieść (Police Story, 1976) z Chuckiem Connorsem, Aniołki Charliego (Charlie’s Angels, 1976, 1979), Rodzina (Family, 1977) z Meredith Baxter, Starsky i Hutch (1977), Vega$ (1978) z Robertem Urichem i Wyspa Fantazji (Fantasy Island, 1978, 1984). W dreszczowcu Oczy nieznajomego (Eyes of a Stranger, 1981) z Jennifer Jason Leigh zagrała główną rolę przedsiębiorczej prezenterki lokalnych wiadomości, Jane Harris, która odkrywa, że jeden z jej sąsiadów jest w rzeczywistości seryjnym mordercą/gwałcicielem, który terroryzuje miasto. Jednak największe uznanie zdobyła dzięki roli dyrektorki rejsu Julie McCoy w serialu ABC Statek miłości (The Love Boat, 1977–86). Użyczyła swego głosu w grach komputerowych, w tym Gorky 17 (1999).

## Filmografia
- Starsky i Hutch (1975-79; serial TV) jako Sharon Freemont (gościnnie)
- Aniołki Charliego (1976-81; serial TV) jako Christine Hunter/Julie McCoy (gościnnie)
- Statek miłości (1977–1986; serial TV) jako Julie McCoy
- Wyspa Fantazji (1978–1984; serial TV) jako Jane Howell/Bebe DeForrest (gościnnie)
- T.J. Hooker (1982-86; serial TV) jako Cynthia Randolph (gościnnie)
- Napisała: Morderstwo (1984-96; serial TV) jako Betty Jordan (gościnnie)
- Obóz Cucamonga, czyli jak spędziłem lato (1990) jako pani Scott
- Niesamowite dzieciaki (1994) jako mama
- W krzywym zwierciadle: Inwazja przygruntowych olbrzymek (1994) jako gospodyni
- Dziewczyna z komputera (1994-97; serial TV) jako panna Tankey (gościnnie)
- Doom Generation - Stracone pokolenie (1995) jako prowadząca program telewizyjny
- Donikąd (1997) jako Julie z Newscater